# Dorfkirche Woserin

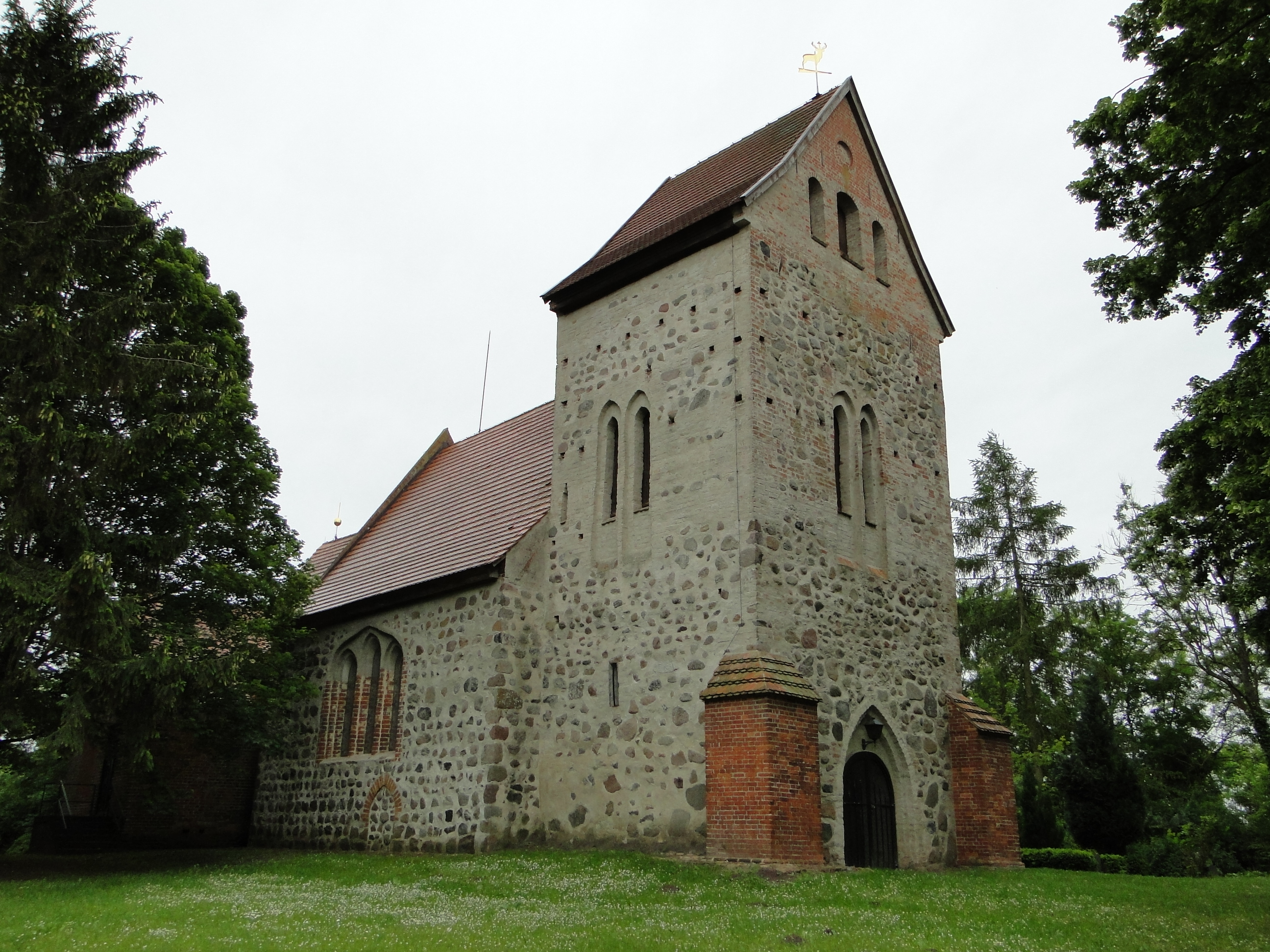
Dorfkirche Woserin (2011)

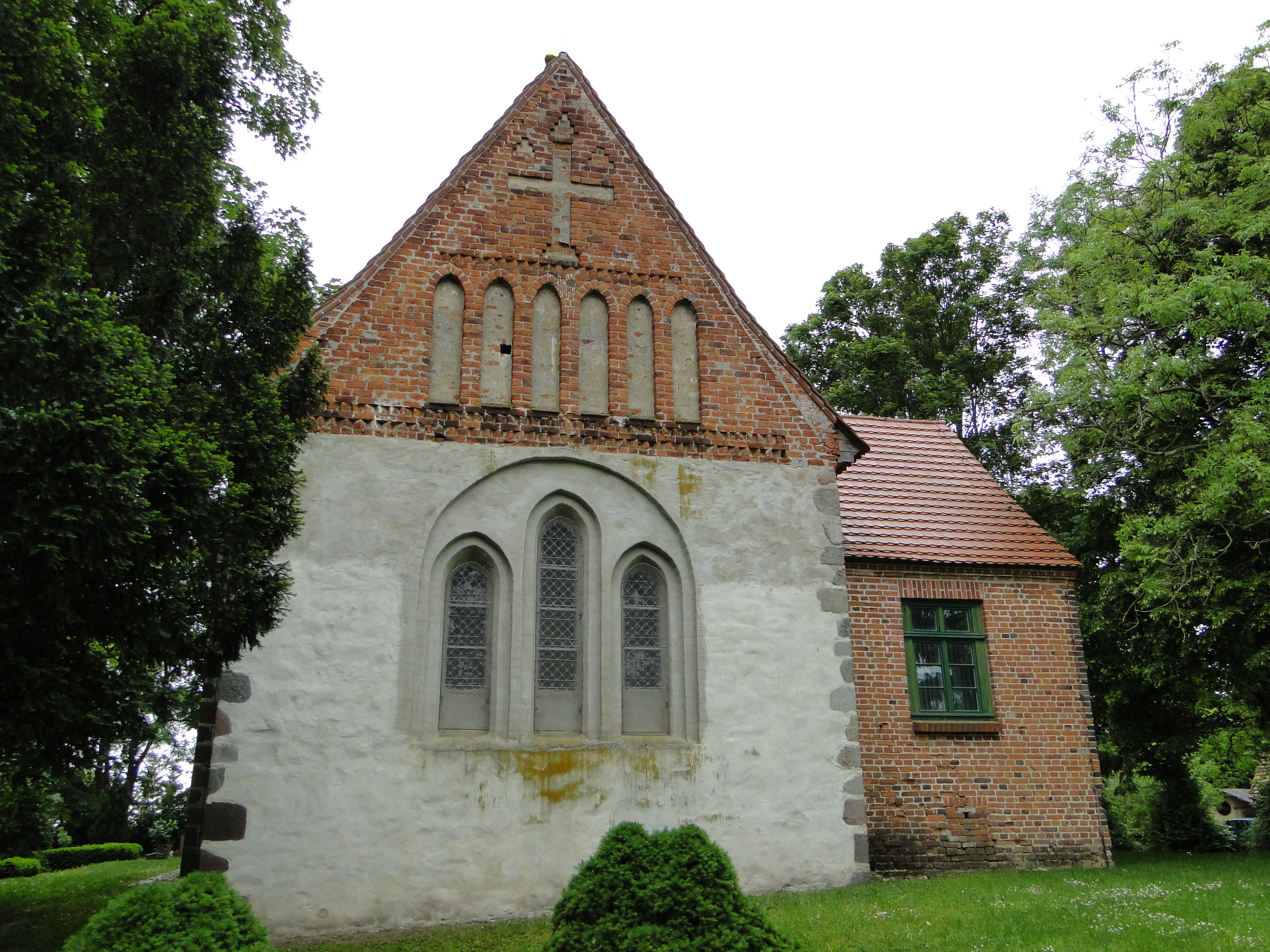
Ansicht von Osten (2011)

Die evangelische Dorfkirche Woserin ist eine frühgotische Feldsteinkirche im Ortsteil Woserin von Borkow im Landkreis Ludwigslust-Parchim in Mecklenburg-Vorpommern. Sie gehört zur Kirchengemeinde Dabel in der Kirchenregion Sternberg in der Propstei Wismar der Evangelisch-Lutherischen Kirche in Norddeutschland (Nordkirche).

## Geschichte
Das Dorf Woserin und die Kirche gehörten seit der Verleihung des Archidiakonatsrechts (auch Kirchenbann genannt) durch den Schweriner Bischof Brunward am 27. Oktober 1234 zum Dobbertiner Nonnenkloster. Mit dieser Urkunde wurde das Bestehen des Ortes Woserin erstmals schriftlich erwähnt. Ab 1237 kamen noch Hufenbesitz mit dem Kirchgut und der Gerechtigkeit am Woseriner See hinzu. Um 1292 wurde Detlev Wackerbart Lehnträger des Klosters Dobbertin auf dessen acht Woseriner Hufen. Auch die von Woserin traten 1319 ihren Besitz an die von Kramon ab, die zehn Jahre später auch das Patronat der Kirche erwarben und bis in das späte 17. Jahrhundert den Besitz behielten. Sie besaßen auch die benachbarten Güter in Borkow und Mustin.
Über die Geistlichkeit des Mittelalters ist kaum etwas bekannt. Während der Visitation im Zuge der Einführung der Reformation 1541 erschien Pastor Heinrich Monnich trotz mehrfacher Einladung nicht. Die Jahre nach dem Dreißigjährigen Krieg waren von großer Armut geprägt. 1698 schien auch das Pfarrhaus baufällig gewesen zu sein, denn Pastor Detlof Josua Müller hatte in der Küche und Schlafstube weder Fußbodenbretter noch den Kachelofen. Alles war mit Gewalt geraubt worden.

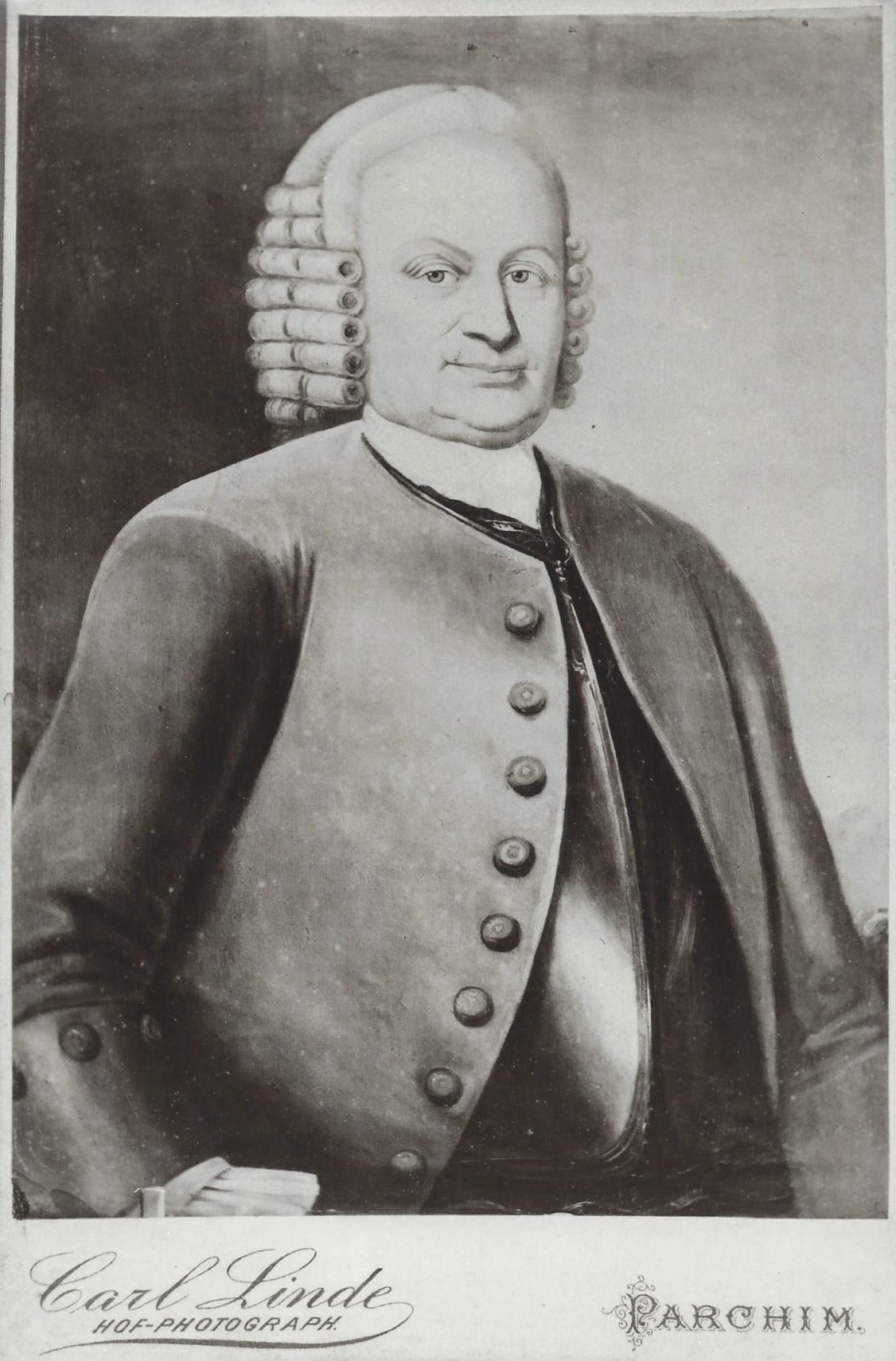
Dobbertiner Provisor und Klosterhauptmann Jobst Hinrich von Bülow

Nach 1670 gingen die Besitzungen in Borkow und Woserin an die von Moltke über. Ab 1696 gehörten sie denen von Bülow mit dem 1721 auf dem Landtag zum Provisor und späteren Klosterhauptmann gewählten Jobst Heinrich von Bülow des Landesklosters in Dobbertin. Als Jobst von Bülow 1762 starb, musste die Witwe Maria Magdalena mit ihren acht unmündigen Kindern Borkow und Woserin verkaufen. Für 56 000 Rthlr. ging das Gut an den Landrat Friedrich von Pritzbuer über und ab 1802 übernahm die herzogliche Kammer die Ländereien.
Nach dem Ende des Zweiten Weltkrieges meldete der seit 1936 in Woserin amtierende Pastor Dr. Ludwig Bohnen an den Oberkirchenrat in Schwerin: „Die Kirchen in Woserin, Gägelow und Dabel haben unter Beschießung oder sonst wie nicht gelitten. Vasa sacra und sonstiges Inventar vorhanden. Friedhöfe von Woserin und Gägelow verwahrlost, kirchliches Eigentum ist nicht verloren gegangen.“ Am 20. Dezember 1945 berichtet Pastor Dr. Bohnen, dass auf dem Boden und in den Seitenkammern des Pfarrhauses fünf Koch- und Heizstellen für Flüchtlinge und Umsiedler, wie die aus den verlorenen deutschen Ostgebieten Vertriebenen genannt wurden, eingerichtet sind. „Der Kampf gegen die grauenhafte Verschmutzung ist durch die überstarke Belegung des Hauses bisher erfolglos.“ Am 8. März 1946 verstarb Pastor Dr. Bohnen in Güstrow an Fleckfieber. Vermutlich hatte er sich im Woseriner Pfarrhaus angesteckt. Danach meldete die Witwe des Pastors Bohnen zehn schwere Tyhusfälle im Pfarrhaus, und die letzten jugoslawischen Flüchtlinge wurden polizeilich woanders untergebracht. Für die Reparatur des Daches der desolaten Pfarrscheune war 1950 kein Bezugsschein für 200 Quadratmeter Dachpappe zu bekommen. Ab 1953 wurde die vakante Pfarrstelle vom Kloster Dobbertin aus verwaltet. Der dortige Pastor Kurt-Vollrat Peters stellte am 9. Januar 1953 bei der zuständige Kreisbehörde einen Antrag auf Bezugsscheine für zwei Fahrradbereifungen, um die Versorgung der Gemeinden in Woserin und Borkow sicherstellen zu können.
Nach dem neuen Denkmalpflegegesetz der DDR vom 18. Juni 1975 wurde 1977 auch die Dorfkirche zu Woserin in die Denkmalliste des Kreises Parchim aufgenommen.
Ab 1983 hatte in der Woseriner Kirche kein Gottesdienst mehr stattgefunden, seit 1971 fanden nur zwei Trauungen statt und 1983 gab es die erste Taufe nach elf Jahren. Die letzte Beisetzung auf dem Woseriner Friedhof war 1979 erfolgt. 1985 kam die Kirchgemeinde Woserin mit Hohenfelde, Borkow und Schlowe zum Kirchenkreis Wismar.
Das heute noch erhaltene ehemalige Pfarrhaus wurde 1829 errichtet, 1953 erfolgte der Anschluss an das elektrische Netz und ab 1980 wurde es als Sommerhaus durch die Schriftstellerin Christa Wolf genutzt. Bis 1979 waren in der Diele und auf der Veranda des Pfarrhauses die Eierannahmestelle und die Post des Ortes untergebracht.

## Baugeschichte
Die Kirche von Woserin entstand in zwei mittelalterlichen Hauptbauphasen. Zuerst entstanden der Chor und Langhaus als abgeschlossene Einheit, erst zwei Jahrhunderte später der zwanzig Meter hohe Turm. Der ältere Teil gehört zu den späteren Bauten der ersten Kirchengeneration. Die dendrochronologische Untersuchung der letzten erhaltenen eichenen Dachhölzer, zwei schlanke Windrispen zur Längsaussteifung der Dachsparren, ergab die genaue Datierung des Fälljahres auf 1278 (d). Da das Bauholz zu dieser Zeit nachweislich saftfrisch verwendet wurde, kann von einer Fertigstellung des Bauwerkes um 1279 ausgegangen werden. Die beiden Giebel entstanden unmittelbar nach Aufrichtung des Dachwerkes, sie wurden an diesem verankert und schützen das Dach vor Sturm. Nach der Dacheindeckung mit Dachziegeln wurde sofort mit den beiden Domikalgewölben im Chor und Langhaus begonnen, um im inneren Kirchenraum weiter arbeiten zu können.
Als kurze, einjochige Saalkirche mit eingezogenen Chor gehört der Woseriner Sakralbau aus dem 13. Jahrhundert zu einem seltenen Bautyp. Ihre etwa gleich alten Schwesterkirchen der Umgebung in Gägelow, Ruchow oder Witzin besitzen wie die meisten Kirchen des Übergangsstils ein zweijochiges Langhaus oder sind als schlichter Saal angelegt. Auch die gleichzeitige Errichtung von Chor und Schiff spricht für die geplante Anlage, ein hier bislang einzigartiger Fall ohne Vergleich.
Die Kirche war ursprünglich turmlos geplant. Der Woseriner Turm entstand vermutlich erst 200 Jahre später, da das weitgehend intakte innere Holzgerüst auf 1478 (d) datiert wurde. Der Turm war 1479 fertiggestellt, seine heutige Dachform als schlichtes Satteldach erhielt er aber erst 1790, als umfangreiche Dachreparaturen stattfanden. Die Zimmerleute erneuerten das vorgefundene mittelalterliche Dachwerk in der Konstruktion als Kreuzstrebendach, wie es in der vorreformatorischen Zeit Anwendung fand. Vermutlich besaß der Turm damals einen achtseitigen Helm über vier Giebeln, die sogenannte Bischofsmütze, wie sie im benachbarten Witzin und besonders in Norddeutschland noch zu finden ist.
Die Woseriner Kirche besaß ursprünglich vier Portale, von denen heute nur noch das westliche genutzt wird, die anderen wurden spätestens im 19. Jahrhundert vermauert. Ein mittelalterlicher Einbruchsschutz befindet sich noch auf der Innenseite des Turmportals. Die beiden über dem Türbogen eingelassenen Feldsteine sollten das Aushebeln der innen eingehängten Türblätter verhindern.
1961 war das Kirchendach an einigen Stellen undicht und der Eingang zur Gruft auf der Nordseite so stark baufällig, dass die Gruft abgebrochen werden musste. Der Novembersturm 1975 riss hinter dem Turm ein vier Quadratmeter großes Loch in das südliche Kirchendach, dass erst 1975 durch Handwerker aus Dobbertin und Hohenfelde repariert werden konnte.
Nach der politischen Wende wurde 1993 mit ersten Sicherungsmaßnahmen an der einsturzgefährdeten Kirche begonnen. Durch den persönlichen Einsatz von Mitgliedern des Vereins „Dorfkirchen in Not“, besonders der Schweriner Architektin Eva-Maria Hetzer und der Denkmalpflegerin Sigrid Patellis aus München, erfolgten nach Spenden erste Notabstützungen des Daches an der Südwand. 1994 gab es erstmals einen Stromanschluss zur Kirche. 1995 wurde der komplette Dachstuhl des Kirchenschiffs angehoben, um die Mauerkronen, Traufbalken und maroden Sparrenfüße zu erneuern. Mit handwerklicher und finanzieller Hilfe der Hamburger Firma Lehmann und Voss wurden 1996 die Sicherungs- und Sanierungsarbeiten am Kirchenschiff und am Chor abgeschlossen. Ab November 1996 erfolgten Dacharbeiten am Kirchturm durch die Firma Sturbeck aus Wismar. Das um 1790 aufgemauerte westliche Giebeldreieck des Turmes wurde schon 1996 abgebrochen, da es auf 5,15 Meter Höhe exakt 38 cm aus dem Lot und absturzgefährdet war. Nach Abschluss der Sicherungsarbeiten wurde beim Turmfest 1999 die neu gefertigte Kugel für den Wetterhahn auf dem Dach des Chors mit Münzen und Dokumenten gefüllt. Stürme im Winter von 1999 zu 2000 richten Schäden am neu gedeckten Kirchendach an, die im Frühjahr 2000 behoben wurden.
Zur Vorbereitung der inneren Sanierung wurde 2000 mit den restauratorischen Voruntersuchungen begonnen. Die Restauratorin Anette Seifert hatte in Fensterbögen an der ehemaligen Patronatsloge Wandmalereien gefunden und diese restauriert. 2002 ging die Außensanierung auf der Nordseite mit der Vermauerung des alten Nordportals weiter. 2004 konnte durch die Wismarer Firma Stuhrbeck die Südwand des Kirchenschiffes saniert werden und 2005 wurde mit alten Ziegelplatten der Fußboden erneuert. Ab 2007 erfolgten weitere restauratorische Voruntersuchungen zur inneren Wandausmalung und den Gewölben durch den Restaurator Matthias Zahn aus Groß Rogahn bei Schwerin. Es konnten umfangreiche Ausmalungen, sowohl aus der Erbauungszeit als auch aus der Zeit um 1600 nachgewiesen werden. Hauptproblem der inneren Neuausmalung werden auch in den kommenden Jahren die Beseitigung der starken Feuchte- und Salzschäden an den Wänden sein, die die Oberflächenmalereien stark zerstört haben.

## Baubeschreibung

### Äußeres
Die Dorfkirche Woserin ist ein gedrungener Feldsteinbau mit Fenstern, Portalen und Backsteingiebeln. An den quadratischen Chor schließt sich ebenfalls ein quadratischer, etwas breiteres Langhaus an. Die frühgotische Gestaltung von Chor und Langhaus tritt hier in Form der markanten Dreifenstergruppen auf. Drei einzelne Lanzetten staffeln sich unter einem Überfangbogen, einer Vorform der späteren dreibahnigen Spitzbogenfenster.

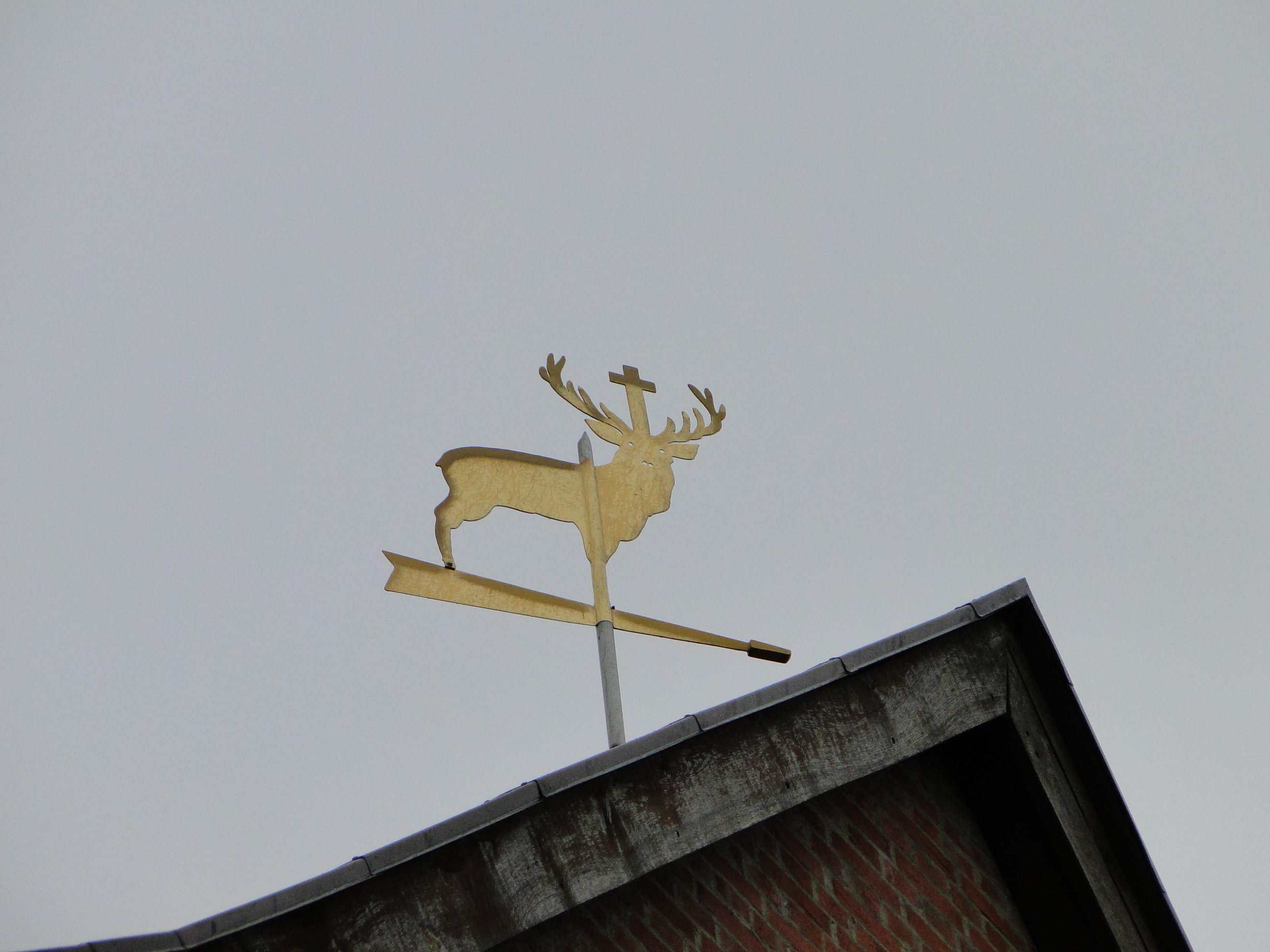
Hirsch mit einem Kreuz im Geweih als Wetterfahne (2011)

Sie zeigt die für die Romanik charakteristische Staffelung der Bauteile von Chor, Schiff und Turm, ist jedoch mit Hinblick auf die Verwendung des Spitzbogens als frühgotisch einzuordnen. Im Westen erhebt sich ein eingezogener quadratischer Feldsteinturm mit einem Satteldach und Biberkronendeckung. Als Besonderheit dieser Kirche wurde 1999 auf dem Turmdach anstelle eines Wetterhahns ein vergoldeter Hirsch mit einem Kreuz im Geweih angebracht.
Die Kirche ist nur über das Westportal des Turmes zu betreten. Die früheren Eingänge an beiden Längswänden und an der Südwand des Chors sind zugemauert. Das Eingangsportal hat auf der Außenseite einen gotischen Spitzbogenschluss und auf der Innenseite einen Rundbogenschluss. Die Laibungen und das Feld über dem Rundbogensturz der 1,80 Meter breiten Eingangstür sind verputzt. Die Pfeilerabdeckung der beiden nachträglich angesetzten Stützpfeiler aus Backsteinen besteht aus Biberschwanzdachziegeln. Die Fundamente sind aus Feldsteinpacklage und das Mauerwerk des Turmschaftes im Wesentlichen aus unbehauenen Granit-Feldsteinen in Kalkmörtel vermauert. Die Gebäudeecken und Schallluken-Öffnungen sind in Ziegelsteinen (Klosterformat) gemauert. Die beiden Giebeldreiecke sind aus Ziegelmauerwerk und außen wie innen mit Kalkmörtel verputzt.
Der 19,60 m hohe Kirchturm verdeckt den älteren bisher völlig unbekannten Westgiebel des Kirchenschiffs. Heute zeigen sich in dessen Obergeschoss drei monumentale Spitzbogenblenden in gleicher Höhe, die nur durch filigrane Kleeblattstäbe voneinander getrennt sind. Zu beiden Seiten der Dreiergruppe befinden sich noch zwei aufsteigende Spitzbogenblenden in den Seitenzwickeln. Der Giebel ist ebenso zweizonig aufgebaut, den Fuß bildet ein einfacher, über der Blendgruppe folgt ein doppelter Sägezahnfries. Diese Friese waren ursprünglich in weißer Kalkfarbe hervorgehoben, wie sie sich teilweise noch erhalten hat. Die mittlere Blende wird durch ein gemauertes Fischgrätenmuster noch belebt.
Der Ostgiebel des Kirchenschiffs zeigt mit je vier aufsteigenden Rundbogenfriesen noch ein typisch romanisches Motiv.
Der östliche Chorgiebel und die Formsteine der Fenster sowie der neuzeitliche Anbau für die im 18. Jahrhundert als von Bülow’sche Grabkapelle genutzte ehemalige Sakristei an der Nordseite des Chores wurden in Ziegelmauerwerk ausgeführt. Hier wurde in eichenen mit Wappen und Inschriften verzierten Särgen zwischen seinen beiden Frauen der am 17. Juni 1762 verstorbene ehemalige Provisor und Dobbertiner Klosterhauptmann Jobst Heinrich von Bülow bestattet. Beigesetzt wurde hier auch Matthias von Bülow auf Borkow mit seiner Frau. 1890 restaurierte der Familienverband ihre Erbbegräbnisstätte.
Der Ostgiebel ist am Fuß mit einem doppelten Deutschen Band und darüber mit sechs schmalen gleichhohen Spitzbogenblenden und im oberen Giebelzwickel mit einem Blendenkreuz und einem weiteren Deutschen Band ausgestattet.

### Inneres
Das Innere wird durch spitzbogige Dreifenstergruppen in stark gedrückter Rundbogenblende erhellt; die östliche ist erneuert. Das Schiff und der Chor wird durch je ein gebustes Kreuzgewölbe mit Rundstabrippen geschlossen. Ein spitzbogiger Triumphbogen bildet die Zäsur zwischen Schiff und Chor. Die Innenausmalung mit blauen Gewölben, roten Rippen und roter Backsteinmalerei stammt aus dem Jahr 1857. Die darunter befindlichen mittelalterlichen Malereien mit Krabben und eine Renaissancefassung aus der Zeit um 1600 wurden 2001 teilweise freigelegt, darunter eine Szene mit Christi Geburt und Fruchtgehängen. Die mittelalterliche Ausstattung ging verloren.
Die neugotische Ausstattung stammt von 1856. Das Gestühl und die Holztaufe entstanden im 19. Jahrhundert. Zum Altar und der Kanzel gibt es noch detaillierte Material- und Kostenanschläge vom 11. Februar 1856, doch die darin erwähnten Zeichnungen und Risse fehlen in den Bauakten. Die Baukosten für Altar und Kanzel betrugen 219 Taler 14 Schilling 6 Pfennig.

#### Altar
Das Altarretabel mit dem Gemälde von Gaston Lenthe mit einer Darstellung der Kreuzigung mit Maria und Johannes ist als Mittelpunkt in eine feingliedrige neugotische hölzerne Arkadenstellung einbezogen, die einen optischen Raumabschluss vor der Ostwand mit der Dreifenstergruppe bildet.

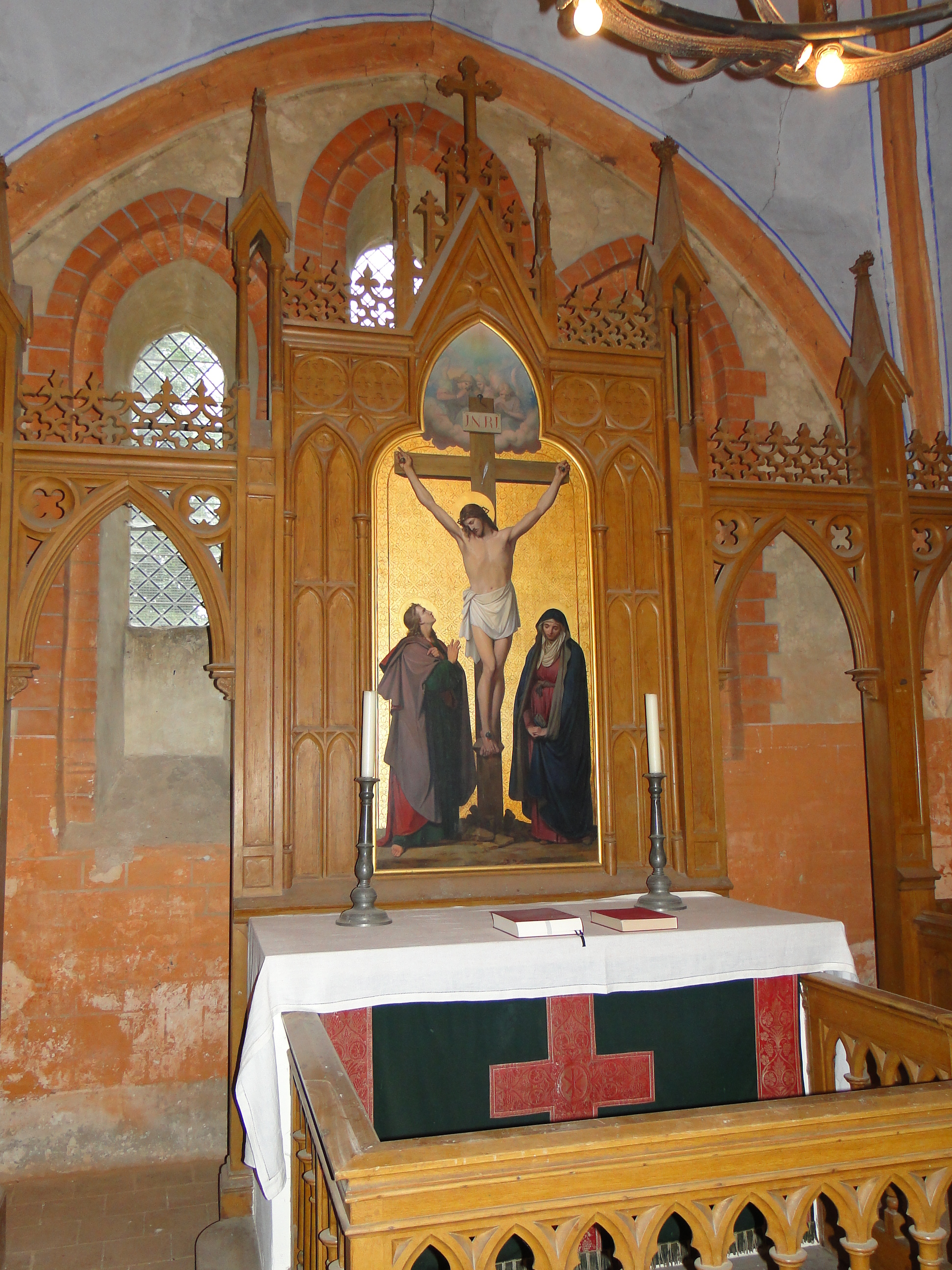
Altargemälde (2011)

Am 17. August 1856 wies der Großherzog Friedrich Franz II. seinen Oberkammerherrn von Plessen an, die Zahlung der Kosten für die Anfertigung eines Altargemälde in der Kirche zu Woserin aus der Central-Kasse zu begleichen.
Mit den Arbeiten wurde der Schweriner Hofmaler Gaston Lenthe beauftragt. Gaston Lenthe war gerade mit dem Altarbild für die Klosterkirche zu Dobbertin beschäftigt, das er im Juni 1857 an den dortigen Klosterhauptmann Otto Julius Freiherr von Maltzan ablieferte. Am 16. Juli 1857 bat Gaston Lenthe die Verwaltungsbehörde des Großherzoglichen Haushalts in Schwerin um Vorschuss für das Woseriner Altargemälde und lieferte die heute noch im Staatlichen Museum in Schwerin erhaltene Vorzeichnung ab. Am 28. September 1857 informierte Lenthe den Oberkammerherrn von Plessen, er habe das Altargemälde bereits in der Kirche abgeliefert.
Das etwas später entstandene 224 cm × 91 cm große Woseriner Ölgemälde zeigt wie in der Dobbertiner Klosterkirche die Gestalten vor Goldgrund. Der Goldgrund gibt dem Altar einen feierlichen Glanz und entrückt die Gestalten in himmlisches Licht. Auffällig ist bei beiden Altären, dass Lenthe das Thema der Kreuzigung in seiner Darstellung immer variierte. Grundsätzlich steht Christus im Mittelpunkt und neigt sein Haupt jeweils dem unter dem Kreuz stehenden Lieblingsjünger Johannes zu. In Woserin steht Johannes Christus zur Rechten, in Dobbertin auf der anderen Seite. Zusätzlich kniet in Dobbertin Maria Magdalena unten am Kreuzesstamm, der wie in Woserin mit Holzkeilen im Boden befestigt ist. Bei der Kreuzigung sind noch weitere Unterschiede zu erkennen. Der Dobbertiner Christus ist viergenagelt, denn durch die parallel stehenden Füße ist jeweils ein Nagel getrieben. In Woserin dagegen ist er dreigenagelt, denn hier stehen die Füße übereinander und sind nur mit einem Nagel auf dem Stützbrett befestigt. Im Kreis um die Köpfe der drei Gestalten ist die Verzierung im Goldgrund wie zur Andeutung von Nimben ausgespart.

#### Epitaph für Christopher von Kramon

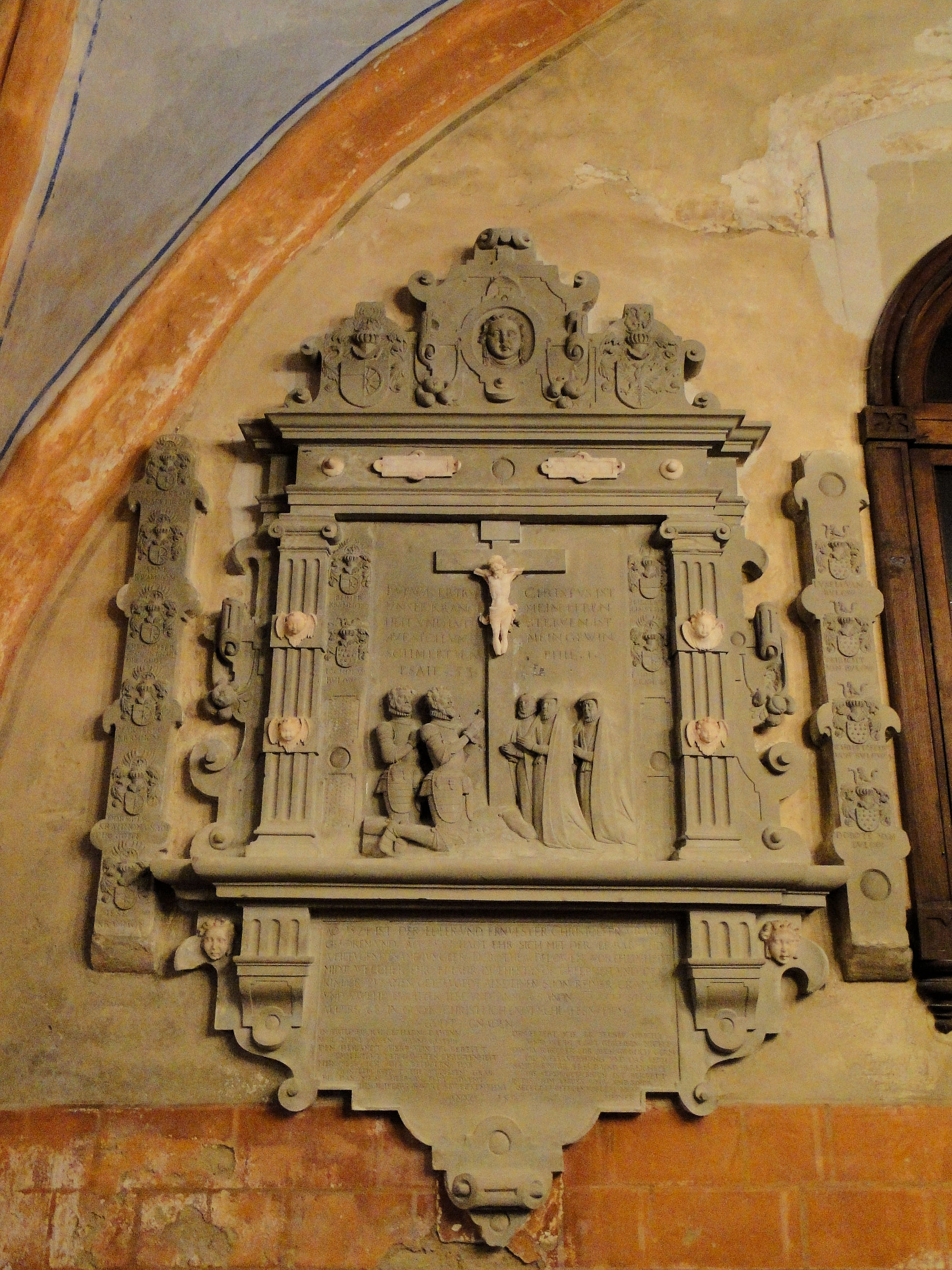
Epitaph für Christopher von Kramon (2011)

Das Ende des 16. Jahrhunderts geschaffene Epitaph aus Sandstein für Christopher von Kramon in einem architektonischen Rahmen mit Roll- und Beschlagwerk gehört zu den ältesten erhaltenen Ausstattungsstücken in der Woseriner Kirche. Den Mittelteil des Epitaphs nimmt die unter dem nur fragmentarisch erhaltenen Gekreuzigten in betender Haltung kniende Familie des Verstorbenen ein. Links knien zwei Männer in zeitgenössischer Rüstung mit großen Halskrausen, rechts drei Frauen. Während die Männer auf der Erde knien, steht den Frauen dafür ein Kissen zur Verfügung. Die jüngste der drei Frauen trägt kein Kopftuch und ist demnach nicht verheiratet. Wahrscheinlich handelt es sich bei den Dargestellten um Christopher von Krammon mit seinem Sohn Reimer sowie seine Frau Dorothea von Below mit den beiden Töchtern Ilse und Anna, die in der Inschrift im Unterhang genannt werden. Diese Inschrift besagt, dass „der edle und ehrenfeste Christopher Cramon 1524 geboren wurde und 1551 die ehrbare und tugendsame Jungfrau Dorothea Below geheiratet hat, mit der er 41 Jahre im Ehestand gelebt und drei Kinder gezeugt hat, als da wären ein Sohn Reimer und zwei Töchter, Ilse und Anna Cramon. Im Jahre 1592 im Alter von 68 Jahren ist er in Gott christlich entschlafen. Gott sei ihm gnädig.“
Seitlich im Mittelfeld sind die Wappen der verheirateten Kinder des Verstorbenen mit ihren Ehepartnern, Reimer von Krammon (Cramon) und Margerit Linstha (Linstow) sowie Anne von Krammon und Jochim von Bülow, dargestellt. Das Wappen der Cramons ist gespalten und zeigt links und als Helmzier ein halbes Rad. Das Bülowsche Wappen zeigt auf dem Schild 14 Kugeln. In der Helmzier sitzt zwischen Büffelhörnern der Bülowvogel, ein Pirol oder eine Goldammer. Das pausbäckige Gesicht im Mittelmedaillon des Aufsatzes dürfte wie die gleichartigen Köpfe im Unterhang rein ornamental zu verstehen sein. Die Fruchtgehänge im Ornament sind Symbole des Lebens und der Vergänglichkeit.
Die Säuberung und Restaurierung des Epitaphs erfolgte 2010 durch die Restauratorin Christine Laubert aus Dresden.

#### Orgel
Vor 1850 hatte die Kirche noch keine Orgel, denn 1848 schenkte ein Unbekannter der Kirche eine Orgel.
Dafür gab es schon drei Glocken, von denen die größere, 1499 gegossene Glocke, gerissen war. Pastor Wilhelm Hartmann schlug auf der Pfarrkonferenz am 18. Dezember 1850 vor, aus dem Erlös des Verkaufs der gerissenen Glocke eine Orgel anzuschaffen. Doch 1853 erfolgte ein Umguss durch den Wismarer Hofglockengießer Hausbrandt.
1898 stellte der Rostocker Orgelbauer Julius Ludwig Ernst Wilhelm Schwarz die erste Orgel auf. Aus der Zeit stammt auch die Empore. Die Orgel war seit Jahren nicht mehr spielbar, die Holzteile waren wurmstichig und wurden vor Sanierungsbeginn 1994 abgebaut.
Die heutige Orgel in einem älteren neugotischen Gehäuse ist ein Werk von Wolfgang Nußbücker aus dem Jahr 1995 mit sieben Registern auf einem Manual und Pedal. Das zur Jagdorgel umgestaltete Instrument sorgt mit seinen Effektregistern bei den Woseriner Hubertusmessen für musikalische Überraschungen.
| Manual C–g3         |       |
| Gedackt             | 8′    |
| Principal           | 4′    |
| Waldflöte           | 2′    |
| Kornett III (ab c1) |       |
| Quinte              | 1 ⁄3′ |

| Pedal C–c1 |     |
| Subbaß     | 16′ |

- Koppel: Pedalkoppel
- Effektregister: Kuckuck, Entenruf, Vogelgezwitscher, Schuss

#### Glocken
Die heute im Kirchturm hängenden drei Glocken wurden 1956 bei Schilling in Apolda aus Eisen gegossen. Die kleinste Glocke mit der Taube des Heiligen Geistes als Symbol trägt die Inschrift: „Gottes Geist gibt Zeugnis unserem Geist dass wir Gottes Kinder sind.“ Die mittlere Glocke mit dem Gotteslamm ziert der Spruch: „Christus ist auferstanden von den Toten und der Erstling geworden unter denen die da schlafen.“ Auf der größten Glocke ist das Symbol der Krippe mit dem Kreuzeszeichen zu sehen. Der Spruch lautet: „Das Wort ward Fleisch und wohnet unter uns und wir sahen seine Herrlichkeit.“
1857 besaß die Woseriner Kirche noch drei mittelalterliche Glocken. Die größte der drei Glocken von 1499 mit einem Durchmesser von 0,95 m war gerissen. Die Inschrift lautete: „O rex glorie ihesu xpe veni cum pace anno domini 1499.“ Darunter fand sich das Glockengießerzeichen, ein Kreuz und zwei Streben am Fuß. Der Umguss erfolgte 1853 durch den Glockengießer Peter Martin Hausbrandt aus Wimar.
Die beiden kleineren Glocken von 0,73 m und 0,48 m Durchmesser stammten noch aus der ersten Hälfte des 14. Jahrhunderts, worauf die für die Inschriften verwendeten gotischen Großbuchstaben hindeuten.
Im Visitationsprotokoll von 1653 wurde noch eine vierte Glocke als Betglocke über dem Chor genannt. Die drei Bronzeglocken wurden im Ersten Weltkrieg eingeschmolzen. Da sie nach der Abnahme vom Joch nicht durch die Turmöffnung passten, wurden sie auf dem Turm zerhämmert und das Bronzegut durch die Schallluken geworfen. Bis zur Neuanschaffung der drei Eisengussglocken 1956 diente die Gutsbimmel als Kirchenglocke. Am 5. April 2018 erhielt die Kirche drei Bronzeglocken von 1924. Am 22. Juli 1957 wurde eine von Friedrich Wilhelm Schilling in Apolda gegossene Eisenhartgussglocke eingebaut.
Eine Glocke aus der entwidmeten Evangelischen Kirche zu Schwerte wurde am 2. November 2018 von Udo Griwahn und seinem Mitarbeiter Matthias Heitmann von Turmuhren- und Läuteanlagenbau Grimmen mit einem Drehgeber und einem äußerlich unscheinbaren Linearantrieb ähnlich dem Transrapidantrieb versehen.

## Pastoren
Namen und Jahreszahlen bezeichnen die nachweisbare Erwähnung als Pastor.
- erwähnt 1541 Heinrich Monnich
- 1569–1587 Caspar Voigt
- erwähnt 1588 Joachim Duncker
- 1627–1659 Werner Caloander
- 1660–1674 Georg Philipp Spon, kam aus Bayern.
- 1675–1688 Friedrich Sopanus, kam aus Schlesien.
- 1690–1713 Detlov Josua Müller
- 1714–1757 Friedrich Passow
- 1758–1793 Detlov Friedrich Passow, Sohn des Vorgängers.
- 1796–1833 Friedrich Wilhelm Passow, Sohn des Vorgängers.
- 1834–1881 Wilhelm Peter Carl Hartmann, 1856 Vertretung in Dobbertin.
- 1881–1898 Julius Paul Barnewitz
- 1898–1912 Gustav Hermann Christian Stolzenburg
- erwähnt 1912 Wilhelm Johannes Tilse
- 1931–1933 Gustav Stock
- 1933–1946 Dr. jur. Ludwig Bohnen.[36]
- 1946–1950 Reinhold Thulke.[37]
- 1950–1953 Karl August Brand aus Lohmen.
- erwähnt 1951 Kurt-Vollrath Peters aus Dobbertin.[38]
- 1982–2016 Hansherbert Lange

## Heutige Kirchengemeinde
Die Kirchengemeinde Woserin gehört seit 1. Dezember 2003 zur Evangelisch-Lutherischen Kirchengemeinde Dabel mit den Ortsteilen Borkow, Dabel mit Kirche, Gägelow mit Kirche, Hohenfelde, Holzendorf, Neu Pastin, Neu Woserin, Pastin, Rothen, Schlowe und Zülow. Heute ist Woserin eine ruhende Pfarrstelle.

### Gedruckte Quellen
- Mecklenburgisches Urkundenbuch (MUB)
- Mecklenburgische Jahrbücher (MJB)

### Ungedruckte Quellen
Landeshauptarchiv Schwerin (LHAS)
- LHAS 1.5-4/3 Urkunden Kloster Dobbertin.
- LHAS 3.2-3/1 Landeskloster/Klosteramt Dobbertin.
- LHAS 10.9 LA Nachlass Lorenz, Adolf Friedrich. 1884–1962, Mappe 20, Baupläne Kirche, Grundriss, Chorgiebel, Seitenansicht 1953.

Landeskirchliches Archiv Schwerin (LKAS)
- LKAS, OKR Schwerin, Specialia, Abt. 2 Woserin Kirchen- und Pfarrbauten und die Verbindlichkeiten der Patrone zur Bestreitung der Kosten, Band 3. 1818–1955 Nr. 36.
- LKAS, OKR Schwerin, Patronatsbauakte Woserin, Band 2. Bauten an geistlichen Bauten 1851–1938, Nr. 473.

Pfarrarchiv Dabel
- Michael Voss: Kirche Woserin, Kunstguterfassung. 2004.
- Matthias Zahn: Kirche Woserin, Restauratorische Voruntersuchungen. 2007 Dokumentation.

Landesamt für Kultur und Denkmalpflege Mecklenburg-Vorpommern (LAKD)
- LAKD, Archiv, Woserin Nr. 0532.
- LAKD, Denkmalpflegerische Zielstellung Kirche Woserin vom 28. Februar 1997.